# Jan ten Brink (Schriftsteller)

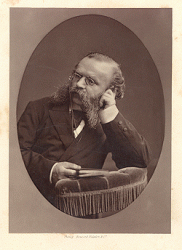
Jan ten Brink

Jan ten Brink (* 15. Juni 1834 in Appingedam; † 18. Juli 1901 in Leiden) war ein niederländischer Schriftsteller.

## Leben
Ten Brink war ein Sohn des damaligen Rektors der Lateinschule in Appingedam Barend ten Brink (* 1. November 1803; † 21. Januar 1875) und dessen Frau Henriette Amalia (geborene Glasius). Er war der ältere Bruder des Schriftstellers und Schuldirektors Albertus Jan ten Brink (* 30. Januar 1836).
Ab 1847 besuchte er die Lateinschule und begann im Alter von 19 Jahren ein Studium der Theologie an der Universität in Utrecht. Er wohnte zunächst in sehr beengten Verhältnissen, doch bald darauf zogen auch seine Eltern nach Utrecht um, wo sein Vater Lehrer am Gymnasium wurde. Er wohnte 1855 im Haus seiner Eltern und legte sein Propädeutisches Examen ab. Er setzte sein Theologiestudium bei Hermannus Bouman, Bernard ter Haar und Henricus Egbertus Vinke fort und besuchte zudem Vorlesungen über Logik und Metaphysik bei Cornelis Willem Opzoomer.
Im Jahr 1856 nahm er an einem Wettbewerb zur kritisch-ästhetischen Erforschung der dramatischen Werke Gerbrand Brederos teil, der von der literarischen Fakultät der Fachhochschule Groningen ausgeschrieben wurde. Für seine hierzu verfasste Schrift De aesthetische waarde van Brederôo's dramatischen arbeid wurde er mit Gold ausgezeichnet. 1859 promovierte er in Theologie, hielt sich jedoch für ungeeignet ein kirchliches Amt auszuüben, vielmehr fühlte er sich zur Literaturkunst und Geschichte hingezogen. Daher bewarb er sich nun um die Stelle eines Hauslehrers bei Ambrosius Johannes Willebrordus van Delden (1819–1887), dem Leiter einer bedeutenden Handelsfirma in Batavia. Bevor er diese Stelle antreten konnte, musste er eine weitere Promotion ablegen. Am 12. Juni 1860 erwarb er den erforderlichen Titel mit einer Dissertation Specimen historico-ethico-theologicum de Diderico Volckertsen Coornhert.
Anschließend reiste ten Brink nach einem kurzen Zwischenstopp in London im August 1860 über Frankreich nach Indien. Er musste die Reise auf Malta unterbrechen, da er erkrankt war. Am Ende des Jahres 1860 konnte er seine Stelle bei van Delden antreten. Hier verfasste er mehrere Werke und unternahm eine Reise durch die Insel Java (beschrieben in dem Werk Op de grenzen der Preanger). Doch schon im Folgejahr musste er van Delden zurück in die Heimat folgen. Die Reise führte sie um das Kap der Guten Hoffnung herum und so konnte er die St. Helena besuchen. Im Juni 1862 teilte ihm van Delden mit, dass er ten Brink nicht mehr für die Erziehung seiner Kinder benötigte. Durch den Einfluss Reinier Cornelis Bakhuizen van den Brinks wurde er im September 1862 als Lehrer für niederländische Sprache, Literatur und Nationalgeschichte an das Gymnasium im Haag berufen. Er wechselte 1864 auf die neu gegründete Höhere Bürgerschule, wo er auch die Fächer Staatswissenschaft und Statistik unterrichtete. Zu seinen Schülern gehörten unter anderem Marcellus Emants (1848–1923), Louis Couperus und Frans Netscher (1864–1923). 1872 übernahm er die Redaktion der belletristischen Zeitschrift Nederland.
Am 19. April 1884 wurde ten Brink zum Nachfolger Willem Jozef Jonckbloets als Professor für die Geschichte der niederländischen Literatur an die Universität Leiden berufen. Er trat diese Stellung am 11. Juni 1884 mit einer Vorlesung über die Geschichte der niederländischen Literatur und ihre Lehrmethode an.

## Familie
Ten Brink heiratete während seines Aufenthalts in Den Haag am 15. August 1866 Anna Maria (geborene van Deventer, * 4. Januar 1843; † 3. Februar 1905). Das Paar hatte mehrere Töchter und Söhne.
- Anna Maria (* 12. Mai 1868)
- Henriëtte Amalia (* 13. April 1870)
- Helena Carolina (* 11. April 1872)
- Karel Bernhard Maximiliaan (* 29. Dezember 1874)
- Jan (* 1. Oktober 1876)
- Cornelis Willem (* 18. August 1878)

Jan und Anna Maria ten Brink wurden auf dem Friedhof Groenesteeg in Leiden beigesetzt.

## Werke (Auswahl)
- Gerbrand Adriaensen Brederoó. 1859.
- Dirck Volkertsen Coornhert en zijne Wellevenskunst. 1860.
- Op de grenzen der Preanger. Amsterdam 1861.
- Oost-Indische dames en heeren. 1866. Deutsch von W. Berg: Ostindische Damen und Herren. Leipzig 1868.
- De schoonzoon van Mevrouw de Roggeveen. 1871–1873. Deutsch von A. Glaser: Der Schwiegersohn der Frau von Roggeveen. Braunschweig 1876.
- Het vuur dat niet wordt uitgebluscht. 1868.
- Haagsche bespiegelingen. 1870–1878.
- Dietsche gedachten. 1872–1874.
- Geschiedenis der nederlandschen letterkunde. 1877.
- Nederlandsche dames en heeren. 1873.
- Jeannette en Juanito. 1877.
- Emile Zola. 1879 (Deutsche Übersetzung von Georg Rahstede, Braunschweig 1887, archive.org).
- Het verloren kind. 1879.
- De familie Muller Belmonte. 1880.
- Litterarische schetsen en kritieken. Leiden 1882.
- Onze hedendaagsche letterkundigen. 1882 ff.
- De eerste jaren der nederlandsche revolutie 1555–68. 1882.
- Causerien over moderne romans. 1885.
- Geschiedenis der Noord-Nederlandsche letteren in de XIXe eeuw. 1888–1889.